# Tāmaki Māori
Los Tāmaki Māori («maoríes de Tāmaki») son el grupo de iwis (tribus) maoríes que habitan en la ciudad neozelandesa de Auckland (conocida en maorí como Ākarana o también Tāmaki Makau Rau, de aquí su nombre). Incluyes las siguientes iwis Ngāti Pāoa, Ngāi Tai, Te Wai-o-Hua, Ngāti Te Ata, Te Kawerau un Maki y Ngāti Whātua-o-Ōrākei (el último es un hapū o sub-tribu de Ngāti Whatua).
Tāmaki Makaurau es también una circunscripción electoral creada en 2002 para representar a los maoríes en la Cámara de Representantes de Nueva Zelanda (actualmente por el diputado Pita Sharples).